# Giovanni Liverani

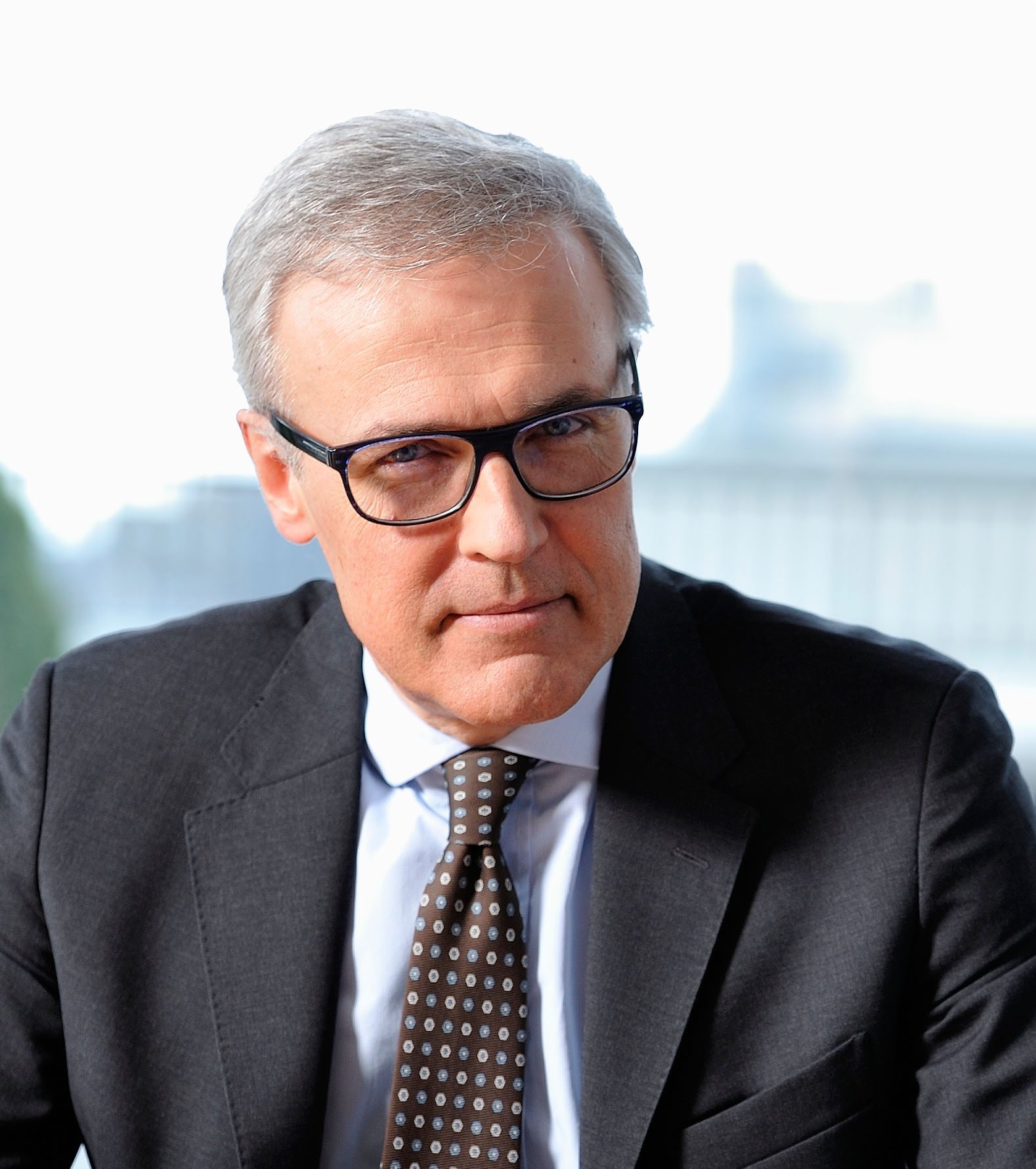
Giovanni Liverani (2015)

Giovanni Liverani (* 1. Juni 1964 in Udine) ist ein italienischer Manager und seit 2015 CEO der Generali Deutschland AG. Er war während seiner gesamten Karriere für die Assicurazioni Generali tätig und war Mitbegründer des italienischen Direktversicherers Genertel. Im Jahr 2019 war Liverani der einzige italienische Staatsbürger unter den 100 besten Managern im Ranking Deutschland Manager.

## Leben
Sein Abitur legte Liverani am humanistischen Gymnasium Lycaeum in Verona ab. Anschließend erlangte er an der Technischen Universität Politecnico di Milano den Abschluss des Laurea in Ingenieurwissenschaften. Im Jahr 1991 wurde er Entwicklungsingenieur in der Zentrale der Assicurazioni Generali in Triest. Er war Mitbegründer und Mitglied der Geschäftsleitung von Genertel, der Direktversicherungsgesellschaft der Generali Gruppe in Italien. Anschließend verantwortete er als Regionalgebietsleiter mit Zuständigkeit für Deutschland und Österreich sowie als Leiter der Einheit Zentraleuropa für die Assicurazioni Generali.
Seit 2013 war er in verschiedenen Führungsfunktionen der gesamten internationalen Generali Gruppe tätig: Liverani beaufsichtigte als Head of Business Performance Management Central Europe das Versicherungsgeschäft in Italien, Deutschland und der Schweiz und verantwortete als Regional Officer das Versicherungsgeschäft in der EMEA-Region (Europa, Naher Osten, Afrika). Am 1. April 2015 trat er sein Amt als CEO der Generali Deutschland bzw. Generali Versicherungen an. Zudem ist Liverani seit 2013 Mitglied des internationalen Generali Group Management Committees. Seit März 2022 verantwortet Giovanni Liverani darüber hinaus die Positionen des Austria & CEE Officer und Generali CEE Holding CEO ad interim.